# Lumpacivagabundus (1936)
Lumpacivagabundus ist eine österreichische Filmkomödie von Géza von Bolváry aus dem Jahr 1936. Sie beruht auf Motiven des Theaterstücks Der böse Geist Lumpacivagabundus von Johann Nestroy.

## Handlung
Fortuna und Amorosa, die Beschützerin der wahren Liebe, schließen mit dem teuflischen Geist Lumpacivagabundus eine Wette ab, die den Teufel endlich zu Fall bringen soll: Sie wetten, dass es ihm nicht gelingt, einen der drei rechtschaffenen Männer – den Schneider Zwirn, den Tischlergesellen Leim und den Schuster Knieriem – auf seine Seite zu ziehen. Von den Frauen werden die drei Geld und die wahre Liebe zur Unterstützung erhalten. Lumpacivagabundus willigt ein.
Zunächst lässt er alle drei Männer ihre Arbeit verlassen. Zwirn wird entlassen, da er stets mit den Kundinnen flirtet. Leim geht freiwillig, als seine große Liebe Pepi den unsympathischen Wirt Strudl heiraten soll. Knieriem ist sowieso auf Wanderschaft. Alle drei treffen sich an einer Kreuzung und legen den weiteren Weg zusammen fort. Mit einem Trick gelangen sie in eine Stadt, wo sie in einem Wirtshaus nächtigen und alle drei dieselbe Zahl träumen. Am nächsten Tag legen sie ihr gesamtes Geld zusammen und kaufen ein Los mit ebendieser Zahl. Das Los gewinnt und alle drei erhalten den Hauptgewinn von 100.000 Talern. Sie teilen das Geld auf, lassen einen Notgroschen beim Wirt zurück und gehen ihrer Wege. In einem Jahr wollen sie sich im Wirtshaus wiedertreffen.
Obwohl Zwirn eigentlich nach Venedig reisen wollte, lockt ihn Lumpacivagabundus in eine Kutsche gen Paris. Zwirn macht noch in der Kutsche die Bekanntschaft der Signorina Palpiti, der er verfällt. Sie wiederum lässt sich von ihm aushalten, kauft teure Kleider und erschleicht sich sein Geld durch falsche Adelstitel, den Erwerb einer Schlossruine und rauschende Feste, die er ihr zuliebe gibt. Die Warnungen von Palpitis Schneiderin Paula, sie würde ihn nur ausnutzen, ignoriert er. Als sein Geld aufgebraucht ist, lässt Palpiti ihn fallen. Ohne einen Taler in der Tasche kehrt Zwirn nach einem Jahr zum Wirtshaus zurück.
Knieriem hat sich auf Wanderschaft begeben, um sein Geld zu vertrinken, schließlich werde die Welt in Kürze sowieso bei einem Meteoriteneinschlag untergehen. Er lädt jeden Gesellen, der seinen Weg kreuzt, ein, sein Gast zu sein. Am Ende gründet er ein Wirtshaus, in dem die besten und meisten Weine serviert werden und wartet auf den Meteoriten, der nie kommt. Die Liebe von Kellnerin Traudl lehnt er ab und gibt sich viel lieber in die Hände Lumpacivagabundus’. Nach einem Jahr hat er ebenfalls kein Geld mehr und kehrt verarmt zum Wirtshaus zurück.
Leim hat schon zu Beginn den Lockungen des Teufels widerstanden. Obwohl er wegen eines Missverständnisses glauben musste, dass seine Pepi den Wirt Strudl heiraten will, ist er dennoch in sein Dorf zurückgekehrt. Das Missverständnis wird aufgeklärt und Leim ist als reicher Mann nun in den Augen von Pepis Vater eine gute Partie. Die Hochzeit findet statt und Leim kehrt nach einem Jahr als wohlhabender, aber rechtschaffener Mann zurück. Er testet Zwirn und Knieriem, indem er vorgeben lässt, arm und krank in einem Spital zu liegen. Als beide den beim Wirt zurückgelegten Notgroschen sofort zu ihm bringen und nicht für sich selbst verwenden wollen, tritt er ihnen entgegen. Er will beiden auf die Beine helfen und bietet ihnen an, in seinem Dorf eine Schusterwerkstatt und eine Schneiderei zu eröffnen. Beide sind schwankend, doch entscheidet sich Zwirn sofort für die Werkstatt, als Paula erscheint. Sie hat bei Signorina Palpiti gekündigt, um mit Zwirn zusammen zu sein. Nur Knieriem versagt: Vor die Wahl gestellt, ob er ein Glas Wein oder die Werkstatt haben will, wählt er den Wein und geht mit dem triumphierenden Lumpacivagabundus, der einige Sekunden, nachdem Knieriem das Glas ausgetrunken hat, später in der Tür zum Wirtshaus erscheint, davon.

## Produktion
Der Film wurde in Dürnstein, Göttweig, Sievering und Weißenkirchen in Niederösterreich gedreht. Die Innenaufnahmen entstanden im Tobis-Sascha-Atelier in Wien-Sievering.
Der Film erlebte am 23. Dezember 1936 im Wiener Lustspieltheater seine Uraufführung. In Österreich lief der Film auch unter dem Titel Der böse Geist Lumpacivagabundus. In Deutschland wurde der Film erstmals am 12. Februar 1937 in den U.T. Kurfürstendamm, U.T. Friedrichstraße und im Titania-Palast in Berlin uraufgeführt. Die deutsche Fassung war dabei 120 Meter kürzer als die österreichische Fassung. Erstmals erschien der restaurierte Film in der Wiener Fassung am 29. Januar 2010 auf DVD.
Im Film werden verschiedene Titel gesungen, darunter Li-li-li-li-li-li Liebe und Wozu ist die Straße da? (Heinz Rühmann und die Metropol Vokalisten).
Heinz Rühmann hatte den Zwirn bereits vor dem Film unter Heinz Hilpert am Deutschen Theater gespielt. Paul Hörbiger verkörperte den Knieriem 1956 in der Lumpazivagabundus-Verfilmung von Franz Antel erneut. Zudem spielte er im Film Tanze mit mir in den Morgen 1962 einen alternden Schmierendarsteller, der auf seiner Bühne ebenfalls als Knieriem im Nestroy’schen Stück erscheint.

## Kritik
Das Lexikon des internationalen Films nannte Lumpacivagabundus „hintergründige Unterhaltung“.